# Muhiba Jaqubowa
Muhiba Muhsinowna Jaqubowa (tadschikisch Муҳиба Мӯҳсиновна Яқубова, russisch Мухиба Мухсиновна Якубова Muchiba Muchsinowna Jakubowa; * 22. Januar 1937 in Buchara) ist eine sowjetische bzw. tadschikische Pflanzenphysiologin und Hochschullehrerin.

## Leben
Das Studium in Duschanbe an der Tadschikischen Staatlichen Universität (TGU) in der Biologie-Abteilung der Naturwissenschaftlichen Fakultät schloss Jaqubowa 1959 mit Auszeichnung ab. 1961 begann sie die dreijährige Aspirantur an der Abteilung für Pflanzenphysiologie und -biophysik der Akademie der Wissenschaften der Tadschikischen SSR. Nach dem Abschluss der Aspirantur wurde sie wissenschaftliche Mitarbeiterin dieser Abteilung, die später das Institut für Pflanzenphysiologie und -biophysik der Akademie wurde. Sie verteidigte 1965 ihre Dissertation über die Biosynthese von Baumwoll-Plastid-Pigmenten mit Erfolg für die Promotion zur Kandidatin der biologischen Wissenschaften.
Ab 1968 lehrte Jaqubowa als Dozentin am Lehrstuhl für Pflanzenphysiologie der Biologie-Fakultät der TGU. 1974 organisierte sie den Lehrstuhl für Biochemie und leitete ihn dann. Sie verteidigte 1984 ihre Doktor-Dissertation über funktionale Besonderheiten der Photosynthese mit hoher Aktivität mit Erfolg für die Promotion zur Doktorin der biologischen Wissenschaften. Die Ernennung zur Professorin folgte 1986.
Jaqubowa wurde 1991 zum Korrespondierenden Mitglied der Akademie der Wissenschaften der Republik Tadschikistan gewählt. 1995 wurde sie zum Korrespondierenden Mitglied der Hochschulakademie und zur Präsidentin der Assoziation der Frauen der Wissenschaft Tadschikistans gewählt. Die Wahl zum Vollmitglied der Akademie der Wissenschaften der Republik Tadschikistan folgte 2008. Ab 2011 leitete sie als Direktorin das Zentrum für innovative Biologie und Medizin der Akademie der Wissenschaften der Republik Tadschikistan. Seit 2019 ist sie dort als Beraterin tätig.

## Ehrungen, Preise
- Verdiente Wissenschaftlerin der Republik Tadschikistan (1995)
- Avicenna-Staatspreis im Bereich Wissenschaft und Technik der Republik Tadschikistan[1]